# NGC 3987
NGC 3987 este o galaxie activă situată în constelația Leul. A fost descoperită în 6 aprilie 1785 de către William Herschel. Se află la o distanță de 55,72 de megaparseci de Pământ.